# William Henry Crossland
William Henry Crossland (1835 Huddersfield – 14. listopadu 1908 Londýn) byl anglický architekt 19. století, žák George Gilberta Scotta.

## Dílo
Jeho pravděpodobně nejznámějším architektonickým počinem je velkolepě pojatá novogotické radnice v Rochdale. Pracoval též pro významného anglického mecenáše Thomase Hollowaye. Navrhl hlavní budovu Holloway sanatoria v Surrey a nedalekou Holloway College, které tento filantrop financoval. Obě stavby patří k architektonicky nejhodnotnějším v jižní Anglii.

## Život
O jeho životě neexistuje příliš informací, neznáme ani přesné datum narození. V roce 1859 se oženil s Lavinii Cardwelovou, se kterou měl dceru Maud, narozenou v roce 1860. Manželka zemřela v roce 1879. Croswell měl také nemanželský poměr s herečkou Elizou Ruth Hattovou, s kterou po manželčině smrti obýval domek v Surrey. Z tohoto vztahu vzešli tři synové. William Henry Crossland podlehl 14. listopadu 1908 mozkové mrtvici.

## Galerie

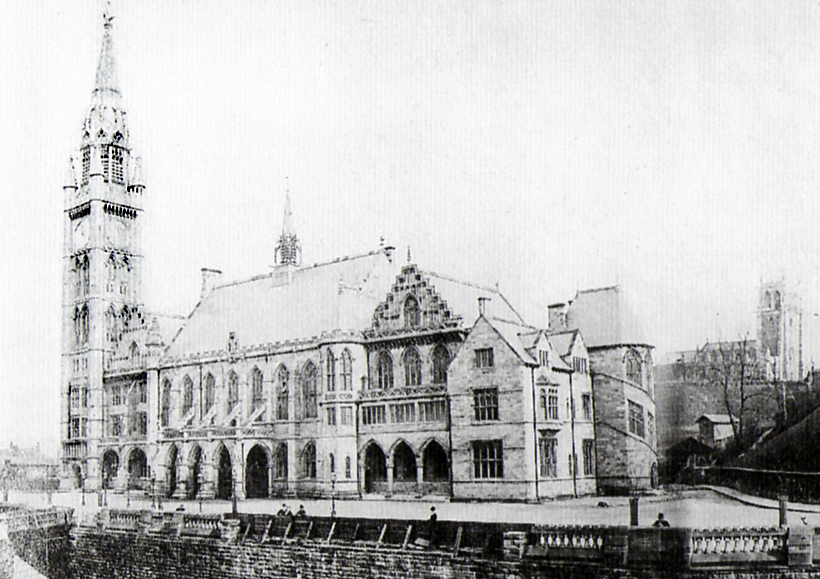
Radnice v Rochdale (snímek z roku 1874) s původní Crosslandovou věží
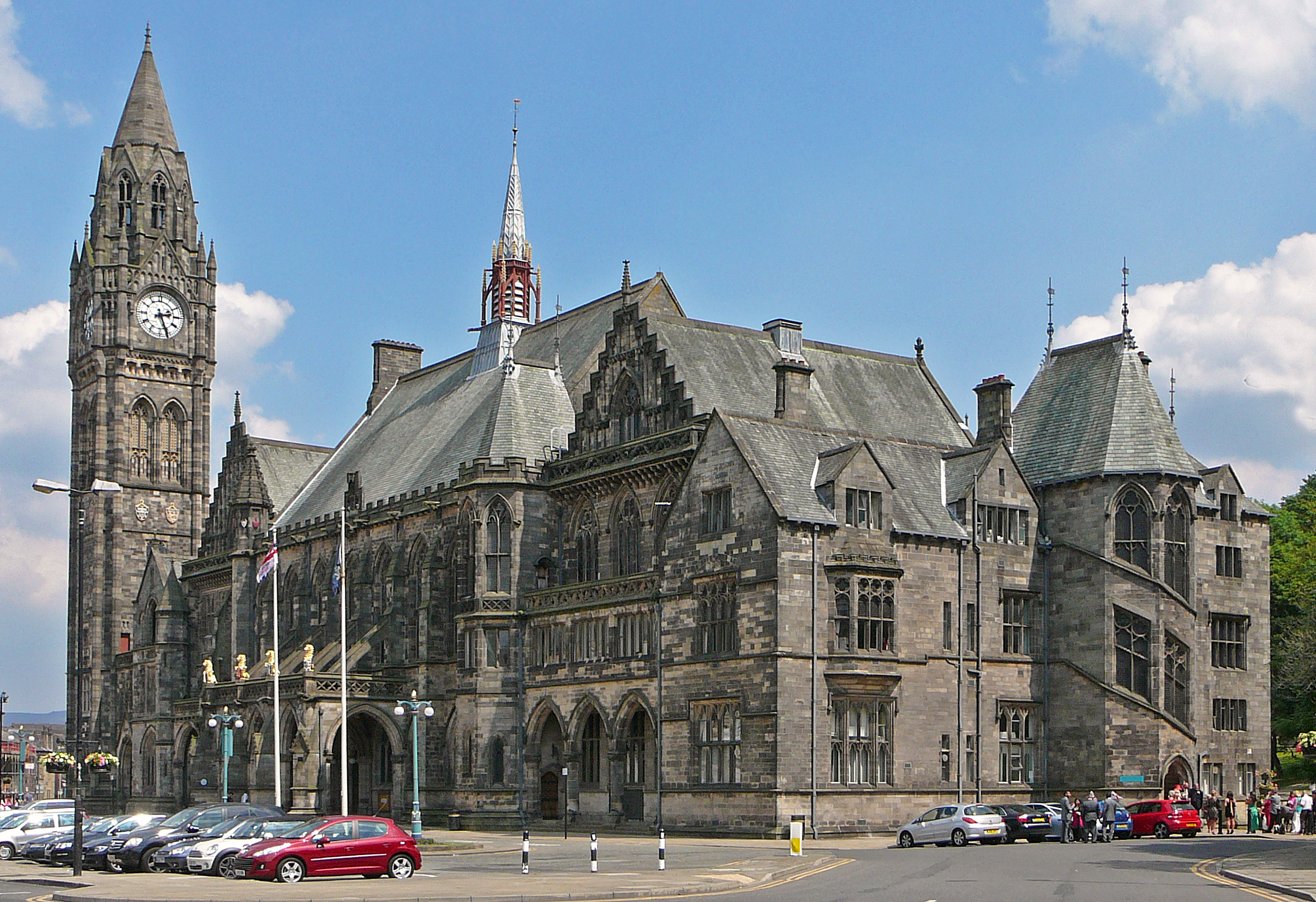
Radnice v Rochdale (snímek z roku 2010) s novou věží podle návrhu Alfreda Waterhouse
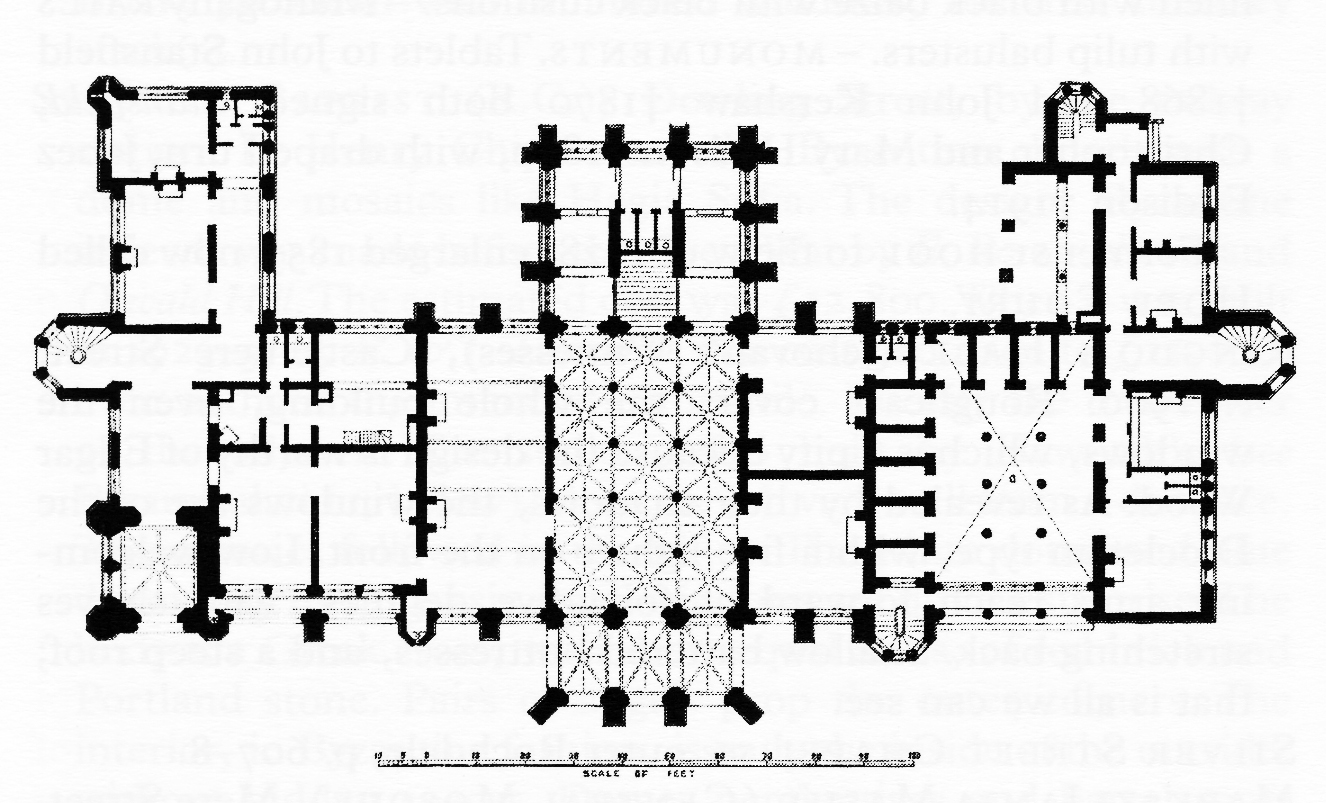
Půdorys přízemí radnice v Rochdale
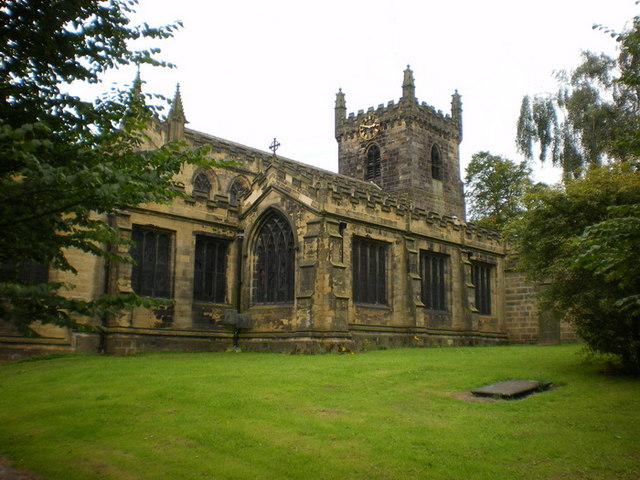
Kostel svatého Petra v Birstall, West Yorkshire
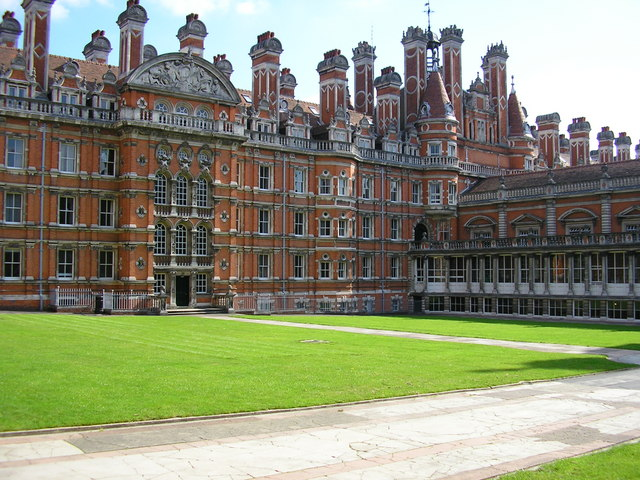
Royal Holloway College v Surrey